# Big Eyes
Big Eyes is een Amerikaanse biografische film uit 2014 onder regie van Tim Burton. De film ging in première op 13 november op Film Independent at LACMA.

## Verhaal
Margaret Ulbrich is een gescheiden vrouw in de jaren 1950, en schilderes van kinderen met grote ogen. Vaak poseert haar dochter hiervoor. Ze verkoopt wel schilderijen, maar verdient er niet veel mee. Ze maakt kennis met Walter Keane die ook schilderijen verkoopt, en al gauw trouwen ze. Walter regelt expositieruimte in een café. Mensen raken enthousiast, waarop Walter besluit te claimen dat hij de schilderijen gemaakt heeft. Margaret heeft daar moeite mee, omdat Walter de eer krijgt, en omdat ze tegen iedereen, zelfs haar dochter, moet liegen en een belangrijk aspect van haar leven moet verzwijgen. Onder druk en later zelfs onder doodsbedreiging werkt ze mee aan deze gang van zaken, terwijl Walter erg bekend wordt als succesvol schilder. Hij is echter helemaal geen schilder, de andere schilderijen die hij signeerde en verkocht waren ook van iemand anders.
Ze ontdekken dat de posters van hun kunsttentoonstellingen erg gewild zijn, waarop ze op het idee komen om ook posters als goedkope reproducties van de schilderijen te gaan verkopen, wat in die tijd nog niet gebruikelijk is, en ook een succes wordt.
In 1964 verlaat Margaret hem en in 1965 wordt de scheiding uitgesproken. Margaret dient in 1970 klacht in tegen haar ex-man. Na een jarenlange juridische strijd vraagt de rechter aan beiden om als bewijs een nieuw schilderij te maken in de rechtszaal. Walter weigert te schilderen wegens pijn aan zijn schouder. Margaret schildert in 53 minuten een nieuw schilderij. Na een proces van drie weken beslist de jury dat Walter een schadevergoeding van 4 miljoen US$  aan Margaret moet betalen.

## Rolverdeling
| Acteur            | Personage                |
| ----------------- | ------------------------ |
| Amy Adams         | Margaret Keane           |
| Madeleine Arthur  | Jane Ulbrich (volwassen) |
| Christoph Waltz   | Walter Keane             |
| Krysten Ritter    | DeAnn                    |
| Danny Huston      | Dick Nolan               |
| Terence Stamp     | John Canaday             |
| Jason Schwartzman | Ruben                    |
| Jon Polito        | Enrico Banducci          |

## Prijzen en nominaties
| jaar              | prijs                                               | categorie               | genomineerde(n) | uitslag |
| ----------------- | --------------------------------------------------- | ----------------------- | --------------- | ------- |
| 2015              |                                                     |                         |                 |         |
| Golden Globes USA | Best Actress in a Motion Picture, Musical or Comedy | Amy Adams               | Gewonnen        |         |
| Golden Globes USA | Best Actor in a Motion Picture, Musical or Comedy   | Christoph Waltz         | Genomineerd     |         |
| Golden Globes USA | Best Original Song, Motion Picture                  | Lana Del Rey (Big Eyes) | Genomineerd     |         |